# 抗痛風薬
抗痛風薬（こうつうふうやく、英: Antigout agents）は、痛風の治療および症状の緩和に用いられる医薬品の総称である。痛風の治療は高尿酸血症の改善と、急性発作を鎮めることに大別でき、高尿酸血症治療薬には尿酸の生成を抑制するものと、尿酸の排出を促進するものに区分できる。

## 尿酸生成抑制薬
キサンチンオキシダーゼはヒポキサンチンからキサンチン、およびキサンチンから尿酸への反応の触媒となる酵素であるが、これを阻害する作用のあるアロプリノール（商品名 ザイロリック）がよく投与される。これにより、プリン代謝は中間生成物のヒポキサンチンとキサンチンの段階で停止し、腎臓から排出される。

## 尿酸排出促進薬
ベンズブロマロン（商品名 ユリノーム）やプロベネシド（ベネシッド）が代表的で、近位尿細管の有機酸輸送系を飽和させることにより尿酸の再吸収を阻害する。尿路結石のある患者への投与は禁忌である。スルフィンピラゾン（アンツーラン）も使用されていたが、2001年3月までで販売中止となっている。
非霊長類は尿酸オキシダーゼにより尿酸をアラントインに代謝することができる。悪性腫瘍の化学療法を行っている患者は大量の尿酸が産出されるため、尿酸オキシダーゼの一種である遺伝子組換ラスブリカーゼが注射により投与される。

### 尿酸再吸収阻害薬
糸球体でろ過された尿酸は近位尿細管で再吸収されるが、再吸収に関与するトランスポーターであるURAT1を選択的に阻害する再吸収阻害薬のドチヌラドが富士薬品により創製され、2020年に日本で承認された。

## 発作治療薬
イヌサフラン由来のアルカロイドの一種であるコルヒチンは細胞分裂を阻害する作用がある。発作時には白血球の動きを抑えて組織に集まることを妨げ、尿酸塩への貪食を抑制する。発作の予兆を感じた時に服用するが、下痢や嘔吐などの強い副作用が生じることがあるため、インドメタシンやジクロフェナクなど非ステロイド性抗炎症薬も使用される。
コルヒチンは、ヒポクラテスが使用した記録があるほど古くから使用されている薬である。